# Vikmanshyttesjön
Vikmanshyttesjön är en sjö i Vikmanshyttan, Hedemora kommun i Dalarna och ingår i Dalälvens huvudavrinningsområde. Sjön är 5,9 meter djup, har en yta på 1,04 kvadratkilometer och befinner sig 144,1 meter över havet. Sjön avvattnas av vattendraget Mässingsboån (som i Hedemora byter namn till Broån).

## Delavrinningsområde
Vikmanshyttesjön ingår i det delavrinningsområde (668511-150063) som SMHI kallar för Utloppet av Vikmanshyttesjön. Medelhöjden är 173 meter över havet och ytan är 10,89 kvadratkilometer. Det finns ett avrinningsområde uppströms, och räknas det in blir den ackumulerade arean 20,95 kvadratkilometer. Broån som avvattnar avrinningsområdet har biflödesordning 2, vilket innebär att vattnet flödar genom totalt 2 vattendrag innan det når havet efter 160 kilometer. Avrinningsområdet består mestadels av skog (70 procent). Avrinningsområdet har 1,35 kvadratkilometer vattenytor vilket ger det en sjöprocent på 12,4 procent. Bebyggelsen i området täcker en yta av 0,15 kvadratkilometer eller 1 procent av avrinningsområdet.